# Máslojedy
Máslojedy (en allemand : Maslojed) est une commune du district de Hradec Králové, dans la région de Hradec Králové, en République tchèque. Sa population s'élevait à 225 habitants en 2022.

## Géographie
Máslojedy se trouve à 8 km à l'ouest de Smiřice, à 11 km au nord-nord-ouest de Hradec Králové et à 98 km à l'est-nord-est de Prague.
La commune est limitée par Benátky au nord-ouest, par Hořiněves au nord-est, par Sendražice à l'est, par Neděliště et Všestary au sud, et par Čistěves à l'ouest.

## Histoire
La première mention écrite de la localité date de 1241.

## Transports
Par la route, Máslojedy se trouve à 7 km de Předměřice nad Labem, à 14 km de Hradec Králové et à 124 km de Prague. 